# Khaleke Hudson
Khaleke Hudson (McKeesport, 6 dicembre 1997) è un giocatore di football americano statunitense che milita nel ruolo di linebacker per il Washington Football Team della National Football League (NFL).

## Carriera

### Washington Football Team
Hudson al college giocò a football a Michigan dal 2016 al 2019. Fu scelto dai Washington Redskins nel corso del quinto giro (162º assoluto) del Draft NFL 2020. Debuttò come professionista nella settimana 1 contro i Philadelphia Eagles e la settimana seguente mise a segno il suo primo tackle contro gli Arizona Cardinals. La sua stagione da rookie si concluse con 13 placcaggi, disputando tutte le 16 partite.